# Арсеньев, Александр Ильич
Алекса́ндр Ильи́ч Арсе́ньев (1807 — 1860-е) — российский горный инженер, управляющий горными заводами. В 1847—1855 годах служил горным начальником Гороблагодатских заводов.

## Биография
Родился в 1807 году. В 1829 году окончил Горный кадетский корпус, после чего поступил на службу на Олонецкие заводы. В 1831 году был переведён в Нерчинский горный округ, где с 1832 года служил помощником управляющего и управляющим Петровским заводом. Также участвовал в поисках золота в Прибайкалье. Совместно с Н. А. Бестужевым занимался усовершенствованиями доменного процесса на заводах округа. В период службы в Забайкалье Александр Ильич был известен гуманным отношением к декабристам, находившимся в ссылке на Нерчинских заводах.
В 1842 году Арсеньев был переведён на Урал, заняв должность помощника горного начальника Екатеринбургского завода. В этот период занимался обследованием месторождений горы Магнитной, а также изучал состояние Нижнетагильских заводов. В 1849 году получил звание полковника. С 11 июля 1847 года по 18 октября 1855 года служил горным начальником Гороблагодатских заводов.
С 1865 по 1868 год занимал должность горного начальника Воткинского завода в чине генерал-майора.
Арсеньев является автором теории переноса эрратических валунов плавающими льдами. Впоследствии П. А. Кропоткин доказал, что ледниковые валуны и моренные формы рельефа возникли благодаря сплошному ледниковому покрову, существовавшему на севере Европы.

## Семья
Сын Орест (1842—?), горный инженер. Дочь.